# الملكية (استقلال أمريكا الإسبانية)
المَلَكيون (بالإنجليزية: Royalists)‏ هم المؤيدون لأمريكا اللاتينية وأوروبا لمختلف الهيئات الحاكمة للملكية الإسبانية خلال حروب استقلال أمريكا الإسبانية التي استمرت من عام 1808 حتى وفاة الملك عام 1833. في السنوات الأولى من الصراع، عندما كان الملك فيرناندو السابع أسيرًا في فرنسا، أيَّد المَلَكيون السلطة في الأمريكيتين للمجلس العسكري الأعلى في إسبانيا وجزر الهند الغربية الإسبانية ومجلس قادس تحت حكم الملك أثناء حرب الاستقلال الإسبانية. بعد استعادة الملك فيرناندو السابع عام 1814، أيَّد المَلَكيون مطالبته بالحكم على أمريكا الإسبانية، ولكنهم انقسموا بين أولئك الذين أيَّدوا إصراره على الحكم بموجب القانون التقليدي وبين الليبراليين الذين سعوا إلى إعادة الإصلاحات التي سُنَّت من خلال مجلس قادس.

## التطور السياسي
عُدَّ إنشاء أعضاء هيئة المجلس العسكري الأعلى (الخونتا) في أمريكا الإسبانية عام 1810 بمثابة رد فعل مباشر على التطورات التي شهدتها إسبانيا أثناء العامين الماضيين. في عام 1808، اقتنع فيرناندو السابع بالتخلي عن العرش لصالح نابليون، الذي بدوره منح العرش لأخيه جوزيف بونابرت. وقد شرع المجلس العسكري الأعلى في وسط البلاد بمقاومة ضد حكومة جوزيف والاحتلال الفرنسي لإسبانيا، لكنه تعرَّض إلى سلسلة من النكسات ما أدَّى إلى خسارة النصف الشمالي من البلاد. في 1 فبراير عام 1810، استولت القوات الفرنسية على إشبيلية ووضعت سيطرتها على معظم منطقة الأندلس. وقد تراجع المجلس العسكري الأعلى إلى قادس وحلَّ نفسه لصالح مجلس ريجنسي لإسبانيا وجزر الهند الغربية. مع وصول هذه الأنباء إلى كافة أنحاء أمريكا الإسبانية خلال الأسابيع الثلاثة إلى التسعة أشهر القادمة – بالنظر إلى الوقت الذي استغرقه السفر من إسبانيا - ظهرت خطوط الصدع السياسي. انقسم المسؤولون المَلَكيون والأمريكيون الإسبان بين أولئك الذين أيَّدوا فكرة الحفاظ على الوضع الراهن، أي ترك جميع المؤسسات الحكومية والمسؤولين في أماكنهم، بغض النظر عن التطورات في إسبانيا، وأولئك الذين تصوروا أن الوقت قد حان لتأسيس حكم محلي، بدايةً من خلال إنشاء هيئة المجلس العسكري الأعلى، من أجل الحفاظ على استقلال أمريكا الإسبانية عن فرنسا أو عن الحكومة الرعنة التي لم يعد بوسعها المطالبة بشكل شرعي بحكم إمبراطورية واسعة. ومن المهم ملاحظة أن المجلس العسكري الأعلى ادّعا في البداية بأنه يقوم بأعماله باسم الملك المخلوع ولم يُعلن الاستقلال بشكل رسمي. وقد نجح المجلس بإنشاء رئاسة فنزويلا العامة وملكية ريو دي لا بلاتا البديلة وغرناطة الجديدة، ولم تكن ثمَّة أية تحركات ناجحة للقيام بذلك في مناطق أخرى. في البداية، اختار عدد قليل من أعضاء المجلس الاعتراف بمجلس ريجنسي، ومع ذلك فقد شكَّل هذا المجلس تهديدًا لسلطة جميع المسؤولين المَلَكيين وحق الحكومة الإسبانية في الحكم في الأمريكيتين.
في الأشهر التي تلت تأسيس مجلس ريجنسي، أصبح من الواضح أن إسبانيا لم تخسر، وعلاوةً على ذلك فإن الحكومة أعادت تشكيل نفسها فعليًا. وقد نجح مجلس ريجنسي في عقد اجتماع ضمن برلمان إسبانيا، البرلمان التقليدي للمَلَكية الإسبانية، والذي ضمّ ممثلين من الأمريكيتين. بدأ المجلس والبرلمان بإصدار أوامر تعيين المسؤولين المَلَكيين في جميع أنحاء الإمبراطورية. أما بالنسبة لأولئك الذين أيَّدوا الحكومة الجديدة، فقد أُطلق عليهم اسم «المَلَكيون». بينما وصف أولئك الذين أيَّدوا فكرة الحفاظ على استقلال المجلس العسكري الأعلى أنفسهم باسم «الوطنيون» إذ كان بعضهم من مؤيدي فكرة الاستقلال الكامل والرسمي عن إسبانيا. ومع قيام البرلمان بإصلاحات ليبرالية إلى جانب إعادة صياغة الدستور، ظهر انقسام جديد بين المَلَكيين. ولم يرغب المحافظون (الذين يُطلق عليهم غالبًا اسم «المَلَكية المُطلقة» في التاريخ) برؤية أي تغييرات جديدة داخل الحكومة، في حين أبدى الليبراليون تأييدهم لذلك. وقد أصبحت هذه الاختلافات أكثر حدِّةً بعد استعادة فيرناندو السابع، لأن الملك كان قد اختار دعم المحافظين.

## دور التنافس الإقليمي
لعبت المنافسة الإقليمية دورًا هامًا في الحروب الضارية التي اندلعت في أمريكا الإسبانية نتيجةً لقرارات المجلس العسكري الأعلى. أدَّى اختفاء سلطة مركزية إمبراطورية -وفي بعض الحالات اختفاء حتى السلطة المحلية المَلَكية (كما في حالات ولاية غرناطة الجديدة وريو دي لا بلاتا)- إلى ظهور فترة طويلة من البلقنة في العديد من مناطق أمريكا الإسبانية. ولم يكن من الواضح أي الوحدات السياسية التي ينبغي أن تحلّ محلّ الإمبراطورية، ولم تكن ثمَّة أمة جديدة تساوي الحس التقليدي بكونهم إسبان. ناشد المجلس العسكري الأعلى عام 1810 أولًا ذلك الحس التقليدي الإسباني والذي وُضِع إلى جانب التهديد الفرنسي; ثانيًا، ناشد الهوية الأمريكية العامة والتي وُضعت إلى جانب شبه الجزيرة التي أصبحت تابعة للفرنسيين; وثالثًا، ناشد فكرة الانتماء للمقاطعات المحلية والانتماء الوطني. وفي أغلب الأحيان، سعى المجلس العسكري إلى الحفاظ على استقلال الإقليم عن عاصمة الولاية السابقة واستقلال شبه الجزيرة بحد ذاتها. نشبت نزاعات مسلحة بين المقاطعات حول مسألة خضوع أي منها لأقاليم أخرى بالطريقة ذاتها عندما استولت عليها المَلَكية. وقد اتَّضحت هذه الظاهرة على وجه التحديد في مقاطعتي غرناطة الجديدة وريو دي لا بلاتا. دفعت هذه المنافسة بعض المناطق إلى تبنِّي القضية السياسية المعارضة من جانب منافسيها. ويبدو أن البيرو قد حافظت على قوتها المَلَكية إلى حد كبير بسبب تنافسها ضد ريو دي لا بلاتا، لكنها فقدت السيطرة على منطقة البيرو العليا عندما ضُمَّت إلى المَلَكية عام 1776. وقد سمح إنشاء مجلس عسكري في ريو دي لا بلاتا باستعادة البيرة سيطرتها الرسمية على البيرو العليا طوال فترة الحرب.

### استعادة فيرناندو السابع
إن استعادة فيرناندو السابع كانت بمثابة تغيير بالغ الأهمية، وذلك لأن أغلب التغييرات السياسية والقانونية التي طرأت على ضفتي الأطلنطي -مثل المجلس العسكري الأعلى والبرلمان إلى جانب العديد من المؤتمرات في الأمريكيتين التي عقدها المجلس العسكري والعديد من الدساتير والقوانين الجديدة- قد حدثت باسم الملك. خلال تواجده في إسبانيا، أدرك فيرناندو السابع الدعم الكبير الذي تلقَّاه من المحافظين من عموم السكان ومن الكنيسة الكاثوليكية الإسبانية، لذلك في 4 مايو، رفض فيرناندو دستور إسبانيا لعام 1812 وأمر باعتقال الزعماء الليبراليين الذين أقروا الدستور في 10 مايو. برَّر فيرناندو أفعاله بأن الدستور وغيره من التغييرات قد أجراها أحد المحتشدون في غيابه ومن دون موافقته. أعلن أيضًا أن جميع الدساتير والقوانين المكتوبة في أمريكا الإسبانية باطلة وطالب باستعادة الدستور السابق والمؤسسات السياسية.
في الواقع، شكَّلت تلك الأحداث انفصالًا نهائيًا عن مجموعتين كان من الممكن أن يتحالفا لصالح فيرناندو السابع: الحكومات المستقلة، التي لم تعلن بعد الاستقلال الرسمي، والليبراليون الإسبان الذين أنشأوا حكومة تمثيلية تتضمن بشكل كامل على الممتلكات الخارجية، واعتُبرت بديلًا للاستقلال من بعض السكان في إسبانيا الجديدة (المكسيك اليوم) وأمريكا الوسطى وحزر الهند الغربية الإسبانية (منطقة الكاريبي) وفنزويلا والكيتو (الإكوادور) والبيرو والبيرو العليا (بوليفيا) وتشيلي.
وقد حافظت مقاطعات غرناطة الجديدة على استقلالها عن إسبانيا منذ عام 1810، على عكس فنزويلا المجاورة إذ تبادل المَلَكيون والقوى المؤيدة للاستقلال السيطرة على المنطقة عدة مرات. ولتهدئة فنزويلا واسترداد غرناطة الجديدة، نظَّمت إسبانيا عام 1815 أكبر قوة مسلحة وأرسلتها إلى العالم الجديد، والتي تتألف من 10500 جندي وحوالي ستين سفينة حربية. وعلى الرغم من أن هذه القوة كانت حاسمة للغاية في إعادة تشكيل منطقة مؤيدة للاستقلال مثل غرناطة الجديدة، إلا أن الجنود قد انتشروا في مختلف أنحاء فنزويلا وغرناطة الجديدة والكيتو والبيرو ما أدَّى إلى خسارتهم بسبب إصابة العديد منهم بالأمراض الاستوائية، الأمر الذي أدى إلى إضعاف عزيمتهم. والأهم من ذلك أن أغلب القوى الملكية تألفت من الأميركيين الإسبان وليس من جنود شبه الجزيرة. أما بعض الأمريكيين الإسبان المعتدلين، فقد قرروا الانتظار ورؤية النتائج. في الواقع، في مناطق إسبانيا الجديدة وأمريكا الوسطى والكيتو، وجد الحُكّام أنه من المناسب التخلي عن هذه المجموعات الدستورية المنتخبة لعدة سنوات من أجل منع نشوب أي صراع ضد المجتمع المحلي. ومع ذلك، استمر الليبراليون على جانبي الأطلسي بالتآمر بهدف إعادة المَلَكية الدستورية، لكنهم نجحوا في نهاية المطاف عام 1820. ولعل أكثر الأمثلة الدراماتيكية على التعاون عبر حلف الأطلسي تلك الرحلة التي قام بها مارتين خافيير مينه إي لايرا إلى تكساس وشمال المكسيك في عامي 1816 و1817.
انضم الأمريكيون الإسبان في المناطق المَلَكية الذين أيدوا الاستقلال بالفعل إلى حركات حرب العصابات. وقد حددت أفعال فيرناندو السابع مناطق خارجة عن سيطرة الجيوش المَلَكية من أجل الحصول على الاستقلال الكامل. وقد أدركت حكومات تلك المناطق، التي ترجع أصولها إلى عام 1810 -وحتى المعتدلين الذين تصالحوا مع الملكية- الحاجة إلى الانفصال عن إسبانيا في حال اقتضى الأمر حماية الإصلاحات التي أقرُّوها.